# 封殺 (棒球)
封殺是在棒球中，跑壘員尚未到達壘包，而球已傳到該壘包的守備者，使跑壘員出局的情形。
封殺有可能是因為以下的原因而造成：
- 打擊者將球打擊出去，成為跑壘員，因此讓原來壘上的跑壘員被迫要往下一個壘包前進（強迫進壘），而球較早傳到下一個壘包的守備者。
- 跑壘員在二個壘包之間，但球已傳給二個壘包的守備者（夾殺）。
- 打擊者擊出高飛球被接殺，跑壘員離壘過遠，在返回原壘包前，球已傳到該壘包的守備者。

棒球中的封殺和觸殺都可以讓跑壘員出局，觸殺時需由防守方球員以手套或徒手持球，觸摸跑壘員身體，封殺只需讓球比跑壘員早進壘即可。